# Jonas Kruse
Jonas Kruse, född 1966 i Grums, är en svensk rallyförare och expertkommentator.
Kruse blev svensk mästare 1994 i Grupp H/nationella klassen i en Volvo och 2000 i Grupp A/F2 i en Renault. Han blev också norsk mästare i Grupp N 2002 i en Subaru. Som professionell rallyförare för Renault har han tävlat i SM, VM, EM, West Euro Cup och de norska, danska, finska, franska och brittiska rallymästerskapen, samt som medlem av det svenska juniorlandslaget i rally även i de nederländska och belgiska mästerskapen med Volvo.

## Biografi

### Bakgrund
Jonas Kruse är fostrad i en bilsportfamilj. Hans far Jan var en mycket duktig rallyförare på distriktsnivå i Värmland med bland annat flera framskjutna placeringar i svenska rallyt under 1970-talet. Jonas Kruse inledde sin karriär som kartläsare åt honom, men väl med körkortet i plånboken blev det byte bakom ratten i Volvon.

### Sportkarriär
Redan som artonåring nådde Jonas Kruse högsta klassningsgrad på sin rallylicens, och utifrån det dåvarande körkorts- och licenssystemet är han landets yngste A-förare genom tiderna. På grund av eller tack vare sin frodiga körstil, utsågs Jonas Kruse till "sladdkung" och blev snabbt en publikfavorit när han kom stormande i sin bakhjulsdrivna Volvo.
Under många år spelade Jonas Kruse ishockey på elitnivå i Grums, med en kvalplats till elitserien som främsta merit. I början av 90-talet, i samband med flytt till Kungälv, valde han att helhjärtat satsa på bilsporten.
Utöver mästerskapstitlar har Jonas Kruse en lång rad internationella rallyframgångar med klassegrar i VM- och EM-rallyn. År 1996 tog han Renaults första seger på grusunderlag genom att vinna F2-klassen (tvåhjulsdrift) i Finska rallyt. Jonas Kruse segrade i världens första officiella gröna rally som avgjordes 2006 i Karlstad med Svenska rallyt som arrangör. Till kartläsare har han bland annat haft pappa Jan Kruse, Torbjörn Henriksson, Bruno Berglund, Anders Olsson, Per Schlegel, Håkan Ekholm, Leif Fredriksson, Anders Davidson och Maja Bengtsson.
Bilmärken och modeller som Jonas Kruse kört är bland annat Volvo Amazon, 140, 240 och 940 i grupp H/Nationella klassen, Renault Clio och Megane i F2, Citroën i lilla grupp N,  Toyota Celica i grupp A, Subaru och Mitsubishi Lancer i stora grupp N samt Ford Escort och Focus i den trimmade 4WD-klassen/WRC. Under 2018 körde Jonas två tävlingar för det småländska stallet Team Nybe i deras Volvo 240. Gästspel skedde även under 2020, och då med Maja Bengtsson som co-driver.

### Andra aktiviteter
Kruse har varit stallchef för Clio Junior Team sedan år 2006. Utöver det direkta engagemanget i svensk och internationell rallysport som förare eller stallchef, har Kruse varit förbundskapten för svenska juniorlandslaget i rally. Han har också varit personlig mentor åt Per-Gunnar Andersson och Patrik Sandell, båda juniorvärldsmästare i rally. Jonas Kruse har arbetat med att utveckla Sveriges enskilt största bilklass, Volvo Original Cup, samt drivit märkesserien Renault Clio Cup.
Kruse är även expertkommentator för Sveriges Television i rally, rallycross och Scandinavian Touring Car Championship. Han är idag verksam som förarinstruktör genom det egna företaget Kruse Promotion.[när?]